# Claas Meyer-Heuer
Claas Meyer-Heuer (* 1978) ist ein deutscher Journalist, Buchautor und Filmemacher.

## Leben
Meyer-Heuer arbeitete nach dem Abitur als freier Mitarbeiter beim Kölner Stadt-Anzeiger. Danach studierte er Sportwissenschaften in Köln und absolvierte 2004 die RTL-Journalistenschule für TV und Multimedia. Von 2005 bis 2007 arbeitete Meyer-Heuer als Regionalreporter für RTL. Seit 2007 ist er Reporter bei SPIEGEL-TV und hat sich auf die Berichterstattung und Recherche über kriminelle Banden und Clan-Kriminalität in Deutschland spezialisiert. Hierzu veröffentlichte er bereits zusammen mit Jörg Diehl und Thomas Heise Spiegel-Bestseller. Er erscheint zudem regelmäßig mit Thomas Heise im SPIEGEL-TV-Format Im Verhör. Meyer-Heuer ist Fußballfan und wollte in seiner Jugend Fußballreporter werden.

## Veröffentlichungen
- mit Thomas Heise: Die Macht der Clans. Arabische Großfamilien und ihre kriminellen Imperien. Spiegel Buchverlag, München/Hamburg 2020, ISBN 978-3-421-04870-7.
- mit Thomas Heise: Der Jahrhundertcoup. Ein Clan auf Beutezug und die Jagd nach den Juwelen aus dem Grünen Gewölbe. Spiegel Buchverlag, München/Hamburg 2023, ISBN 978-3-421-07006-7

## Auszeichnungen
- 2018: Nominierung für den 54. Grimme-Preis (Afrikanische Flüchtlinge 2017)[5]
- 2021: Bayerischer Filmpreis in der Kategorie Information